# Епархия Симитту
Епархия Симитту (лат. Dioecesis Simitthensis) — титулярная епархия Римско-Католической церкви.

## История
Античный город Симитту, находившийся в римской провинции Африка, в первые века христианства был центром одноимённой епархии, которая входила в Карфагенскую митрополию. В настоящее время около города Джендуба находятся археологические раскопки этого города под названием «Chemtou».
Известны имена двух епископов Симитту с одинаковыми именами. Первый епископ епископ Беннат принял участие в Карфагенском соборе 411 года и упоминается в двух письмах епископа Августина Гиппонского. Другой епископ Беннат принял участие Синоде 646 года, на котором были приняты решения против монофелитства.
С 1968 года епархия Симитту является титулярной епархией Римско-Католической церкви.

## Епископы
- упоминается в 411 году — епископ Беннат I ;
- упоминается в 646 году — епископ Беннат II .

## Титулярные епископы
- 3.01.1968 — 15.02.1970 — епископ Joseph Arthur Papineau ;
- 15.10.1970 — 13.01.1971 — епископ Joseph Maximilian Mueller ;
- 31.10.1973 — 31.10.2005 — епископ Antonio Sahagún López ;
- 21.12.2005 — 12.05.2014 — епископ Мирон Мазур O.S.B.M.[3] .

## Источник
- Annuario Pontificio, Libreria Editrice Vaticana, Città del Vaticano, 2003, стр. 896, ISBN 88-209-7422-3
- Pius Bonifacius Gams, Series episcoporum Ecclesiae Catholicae, Leipzig 1931, стр. 468  (лат.)
- Stefano Antonio Morcelli, Africa christiana, Volume I, Brescia 1816, стр. 281  (лат.)
- Chemtou Архивная копия от 24 октября 2019 на Wayback Machine
- J. Mesnage, L’Afrique chrétienne, Paris 1912, стр. 46  (фр.)